# دانيال هوران
دانيال هوران (بالإنجليزية: Daniel Horan)‏ هو عالم عقيدة أمريكي، ولد في 15 نوفمبر 1983 في بينساكولا في الولايات المتحدة.

## وصلات خارجية
- الموقع الرسمي